# Julia Baranova
Julia Baranova, född 1789, död 1864, var en rysk hovdam och pedagog. Hon var guvernant åt Alexander II av Ryssland. 
Hon var dotter till en svensk överste i rysk tjänst, Gustaf Fredrik Adlerberg, och Anna Charlotta Juliana Bagghufvud. Hennes mor var föreståndare för Smolnyjinstitutet och guvernant för de ryska tsarbarnen, och hon blev därför nära vän till tsarfamiljen. Hon gifte sig 1806 med den fattige greven Trofim Osipovich Baranov och bodde en tid i Riga, där maken hade en tjänst inom tullen. Åren 1818-1824 var hon tronföljaren Alexanders guvernant, och 1824-34 storfurstinnornas.   
Baranova var hedersledamot vid byrån för läroverk för kvinnor och från 1835 till 1850 assistent på Sankt Petersburgs kommunala skola, som grundades 1820 av Damernas Patriotiska Sällskap. Hon var hovdam åt storfurstinnan Maria Nikolajevna av Ryssland 1834-39 och hovdam åt kejsarinnan Alexandra Feodorovna (Charlotte av Preussen) 1855-1860. Hon mottog Katarinaorden 1856.  